# Тризна, Дмитрий Дмитриевич
Тризна Дмитрий Дмитриевич ( 15 сентября 1891, Киев — 4 июля,1938)— комдив (1935), начальник Артиллерийской академии РККА с июня 1932г. и до начала октября 1937 г. Председатель Артиллерийского комитета Артиллерийского управления РККА.
Член ВКП(б) с декабря 1918 г.

## Биография
Родился в Киеве в семье генерал-майора, окружного интенданта Киевского военного округа (1905 г.) Дмитрий Степановича Тризна. Потомок Фомы Тризны, Лубенского полка писаря (1672).
Украинец. Окончил Орловский кадетский корпус.
С 1910 г. на военной службе РИА. Окончил  Михайловское артиллерийское училище в 1913 г. и определён младшим офицером в артиллерийскую батарею 7-й Сибирской стрелковой артиллерийской бригады при 7-й Сибирской стрелковой дивизии в 3-м Сибирском армейском корпусе.

## Первая мировая война
В августе 1914 г.  артиллерийская бригада где нес службу Д. Д. Тризна была отправлена на Северо-Западный фронт в составе 3-го Сибирского армейского корпуса.
31 августа 1914 г. 3-й Сибирский армейский корпус был включен в состав 10-й армии Северо-Западного фронта.
С 11.08.1915 г. Д. Д. Тризна на Северном фронте т.к.  после  разделения Северо-Западного фронта  10-я армия была в составе Северного фронта.
К 28.08.1915 г.  Д. Д. Тризна на Западном фронте т.к. 10-я армия была передана в состав Западного фронта.
К марту 1916 г.  3-й Сибирский армейский корпус, в составе которого воевал  Д. Д. Тризна  передан  2-й армии Западного фронта.
С конца 1916 г. и до августа 1917 г. Д. Д. Тризна  служил в авиаотряде летчиком-наблюдателем.
С августа 1917 г. Д. Д. Тризна командир 2-й батареи 7-й Сибирской артиллерийской бригады — той самой бригады в которой он начал службу в Иркутском военном округе в 1913 году.

## В Красной армии
В Красной армии с февраля 1918 г.
В запасе с 4 марта 1938 года по политическому недоверию. Арестован 7 марта 1938. Умер в Лефортовской тюрьме 4 июля 1938 года.
Реабилитирован 12.09.1956.

## Награды
За мужество и отвагу в Первой мировой войне награждён шестью боевыми орденами Русской Императорской Армии. 
Вл4+мб (ВП 04.03.1915), Ан4 (ВП 01.05.1915), Ан3+мб (ВП 01.07.1915), Ст3+мб (ВП 12.12.1915), Ст2+м (ВП 19.01.1917), Ан2+м (ВП 07.02.1917); 